# 1974年のメジャーリーグベースボール
以下は、メジャーリーグベースボール（MLB）における1974年のできごとを記す。
1974年4月4日に開幕し10月17日に全日程を終え、アメリカンリーグはオークランド・アスレチックス(西地区優勝)が3年連続12度目のリーグ優勝で、ナショナルリーグはロサンゼルス・ドジャース(西地区優勝)が8年ぶり17度目のリーグ優勝であった。
ワールドシリーズはオークランド・アスレチックスがロサンゼルス・ドジャースを4勝1敗で破り、3年連続8度目のワールドシリーズ制覇でシリーズ3連覇となった。
1973年のメジャーリーグベースボール - 1974年のメジャーリーグベースボール - 1975年のメジャーリーグベースボール

## できごと
アメリカンリーグ
- 東地区は、オリオールズが、久しぶりに優勝争いに加わったヤンキースを抑え、東地区優勝した。この年のオリオールズは3割打者皆無、本塁打20本以上打者も皆無で前年活躍したジム・パーマー (7勝)も大不調だったが、マイク・クェイヤー (22勝)、 デーブ・マクナリー (16勝)、ロス・グリムズリー(18勝)ら投手陣が踏ん張り、1969年に東西地区制になってから6年間で5度目の地区優勝であった。西地区は、前年までリーグ2連覇・シリーズも2連覇したアスレチックスが強く、キャットフィッシュ・ハンター(25勝)、ヴァイダ・ブルー(20勝)、ケン・ホルツマン(19勝)、リリーフにローリー・フィンガーズ(9勝・13セーブ)、ダロルド・ノウルズの投手陣が強く、打線も前年リーグもシリーズもMVPだったレジー・ジャクソン(打率.289・本塁打29本・打点93)、サル・バンドー(本塁打22本・打点103)、ジョー・ルディ(打率.293・本塁打22本・打点99)、ビリー・ノース(盗塁54)、それにバート・キャンパネリス(打率.290)らがいて攻守が固く、1971年から西地区4連覇であった。リーグチャンピオンシップシリーズは、アスレチックスが断然強く、初戦はオリオールズだったが第2戦からホルツマン、ブルー、ハンターが先発して3連勝して、リーグ3連覇となった。ただこの頃からオーナーと選手との間で深刻な対立が生まれていた。
- 個人タイトルは、ツインズの ロッド・カルー (打率.364)が3年連続4度目の首位打者、ホワイトソックスのディック・アレン (本塁打32本)が2年ぶり2度目の本塁打王、レンジャーズの ジェフ・バロウズ (打点118)が初の打点王、優勝したアスレチックスのビリー・ノース(盗塁54)が初の盗塁王となった。アスレチックスのキャットフィッシュ・ハンター(25勝・防御率2.49)が初の最多勝と最優秀防御率、レンジャーズのファーガソン・ジェンキンス (25勝)が3年ぶり2度目の最多勝、エンゼルスのノーラン・ライアン (22勝・奪三振 367)が3年連続3度目の最多奪三振であった。リーグMVPは打点王を取った ジェフ・バロウズ 、サイ・ヤング賞はアスレチックスのキャットフィッシュ・ハンターでこの年のシーズン終了後アスレチックスとの契約事項の一部不履行を訴えて、翌年ヤンキースに移籍した。

ナショナルリーグ
- 東地区は、パイレーツが前年9月に団子状態だった東地区の首位に一旦は立ったものの直後のメッツ戦で4連敗して結局3位に終わったが、この年も7月まで最下位に低迷していたけれども夏場から急浮上し、残り2試合でカージナルスと同率首位となり、カージナルスがエクスポズ戦でボブ・ギブソンを登板させて逆転負けし86勝で終わると、最終日のカブス戦の9回裏に振り逃げで同点に追いつき、10回裏マニー・サンギーエンのサヨナラ打で88勝となり、1970年から4度目の東地区優勝を決めた。前年に本塁打王と打点王を取ったウィリー・スタージェル(打率.301・本塁打25本・打点96)は無冠だったが、アル・オリバー(打率.321)、リッチー・ジスク(打率.313・打点100)、レニー・ステネット(196安打)らが活躍し、アストロズからきたジェリー・ロイス(16勝)、フィリーズからきたケン・ブレット(13勝)ら移籍組の投手の踏ん張りが目立った。西地区は、ドジャースが12年ぶり100勝の大台に乗せて初の西地区優勝となった。スティーブ・ガービー (打率.312・本塁打21本・打点111)、ジム・ウィン(本塁打32本・打点108)、ロープス(盗塁59)、そして投手ではアンディ・メッサースミス (20勝)、ドン・サットン(19勝)、リリーフの マイク・マーシャル (15勝・21セーブ・防御率2.42)らが活躍した。リーグチャンピオンシップシリーズは、ドジャースが第1戦はドン・サットンが完封、第2戦は同点にされた直後の8回に連続安打で快勝、第3戦は落としたが、第4戦でドン・サットンが好投しガービーが本塁打2本・打点4の活躍でドジャースが1966年以来7年ぶりのリーグチャンピオンとなった。
- 個人タイトルは、ブレーブスのラルフ・ガー (打率 .353)が初めての首位打者となり彼にとって唯一のタイトルとなった。フィリーズのマイク・シュミット (本塁打36本)が初の本塁打王で以降1986年まで本塁打王に8度輝きメジャーリーグを代表するホームランバッターとなった。レッズのジョニー・ベンチ (打率.280・本塁打33本・打点129)が3度目の打点王となり、以降タイトルには縁が無くなったが1970年代を代表するメジャーリーガーとして人気が高く、守備も捕手として評価は高い。そしてこの年にカージナルスの ルー・ブロック (盗塁118)が4年連続8度目の盗塁王となった。この118盗塁は1962年のモーリー・ウイルスが記録した104盗塁を超えて、メジャーリーグ新記録となった。投手では フィル・ニークロ(20勝) とアンディ・メッサースミス(20勝) が初の最多勝、ブレーブスのバズ・キャプラ(防御率 2.28)が最優秀防御率、フィリーズのスティーブ・カールトン (奪三振240)が2年ぶり2度目の最多奪三振であった。そしてリーグMVPはドジャースのスティーブ・ガービーが選ばれ、サイ・ヤング賞には同じドジャースの マイク・マーシャル がその成績とともに年間106試合登板したことでリリーフ投手として初めて選ばれた。この投手として年間106試合登板のメジャーリーグ記録は現在も破られていない。

ワールドシリーズ
- 第1戦は、アスレチックスがケン・ホルツマン、ローリー・フィンガース、キャットフィッシュ・ハンターの豪華リレーでレジー・ジャクソンの本塁打もあり3-2でドジャースを下し、第2戦はドジャースがドン・サットン、マイク・マーシャル で3-2でアスレチックスを下し、第3戦はキャットフィッシュ・ハンター、ローリー・フィンガースで3-2でアスレチックスが、第4戦はケン・ホルツマンとアンディ・メッサースミス との投げ合いは6回にメッサースミスが崩れアスレチックスが5-2で連勝し王手をかけた。第6戦はドン・サットンが投げたがアスレチックスに2点先行され6回に追いついたが、リリーフに出たマイク・マーシャル にジョー・ルディが決勝本塁打を打ち3-2でアスレチックスが勝ち、これでワールドシリーズ3連覇となった。5試合のうち4試合が3-2の接戦で、シリーズMVPはローリー・フィンガースが選ばれた。

### ハンク・アーロンの715号本塁打
1952年に当時のボストン・ブレーブスと入団契約し、1954年にミルウォーキー・ブレーブスからメジャーデビューしたハンク・アーロンは、ここまで首位打者2回、本塁打王4回、打点王4回を獲得し、1955年以降は確実に毎年20本以上の本塁打を打ち、シーズン50本台に乗ったことは無かったが、最低でも24本、最高で47本打ってきた。前年1973年も40本を打ち、8度目の40本台に乗せて通算本塁打713本となった。1960年代に入った頃にもしベーブ・ルースの714本の本塁打記録を破る者がいたとしたらという予想で名前が挙がったのがミッキー・マントル、エディ・マシューズ、ウィリー・メイズだった。しかし1962年頃からはマントルもマシューズも下降線を辿り通算500本台に乗せるのがやっとであった。そしてメイズも60年代後半に入ると衰え始めて前年に通算660本で引退した。この時点でハンク・アーロンは714本に一番近い打者となった。堅実で派手さの無いプレースタイル、物静かな男であるが、アーロンの一番の武器はケガをしない丈夫な身体であった。打撃のみならず守備や走塁でも高いレベルにあったが、ウィリー・メイズほどの強いインパクトのある選手ではなく概して地味な選手であった。しかしマントルは後に自分たちの世代の中ではアーロンが最高の選手だったと述べている。前年秋からルースの記録を破る男として注目され、メディアの報道も過熱するとともに彼への嫌がらせや脅迫が多くなった。しかし彼は挫けなかった。この年のシンシナチでの開幕試合でついに714号を打つと、地元アトランタでの試合がある日に合わせるため監督は、アーロンを2戦目と3戦目を休ませる措置を取るとコミッショナーから出場命令が出て、3戦目は出場して本塁打は打たず？、迎えた4月8日のアトランタでの開幕戦の第2打席でドジャースのアル・ダウニング投手からレフトスタンドへ715号の本塁打を打った。テレビ実況したビン・スカリーは「何という素晴らしい瞬間でしょう」と述べた。ルースの不滅の記録を破ったことでハンク・アーロンは人種間の壁を超えた存在になった。

### トミー・ジョンの手術
ドジャースの主戦投手トミー・ジョンは前年は16勝、この年も7月までにリーグ最多の13勝・防御率2.59と絶好調だった。しかし7月17日の対エクスポズ戦でシンカーを投げた際にヒジから何かが弾けるような音がした。「変な感覚だった」が痛みは無いのだが球はもう捕手まで届かなくなっていた。急ぎチームの医療スタッフだったフランク・ジョーブ博士の診察をしてX線検査も行い、ヒジの紐帯が断裂している可能性があると診断した。それは1974年当時では投手生命を絶たれたことを意味していた。そしてジョーブ博士はトミー・ジョンにある手術を提案した。損傷した左ヒジの腱の代わりに他の箇所(右手首)の腱を移植するものであった。ジョンは手術をする決意を固め、9月25日に手術が行われた。その後はリハビリに取り組んだ。このリハビリ期間は長く続いた。復活できる可能性は1％と言われ、移植した腱が動き紐帯として十分に機能するかどうかさえ分からない手探りの日々が続いた。

### 契約更改
この年のシーズン終了後に話題になったのは、契約更改に関するものであった。

#### ハンター
シリーズ3連覇したアスレチックスのエースのキャットフィッシュ・ハンターはシーズン前の契約更改でオーナーであるチャーリー・O・フィンリーとの間で、合意に達した年俸10万ドルの半分を自分が指定する投資会社に支払うように要求し、フィンリーも了解した。このハンターの要求は年俸の半分を将来の年金配当金の資金にするためであり、一見すると節税対策であり、年俸の先送り支払い方式でもあった。ところがフィンリーは5万ドルの支払いはしたが、残りの5万ドルの投資会社への支払いを行わなかった。フィンリーは後になってこの5万ドルの年金配当金分は球団の当該年の営業経費としての控除が出来ず、そしてこのようなやり方を認めると自分が球団資金を支配する力を失うことになると気付き始めたからだった。そして約束された残りの5万ドルの支払いを拒んだ。そこであらかじめ契約として結ばれていた金額を支払わなかったとしてハンターはフィンリーを訴え、前年1973年から団体労働規約に基づきスタートした年俸調停として仲裁人が中に入ることとなって、球団オーナーと選手会が選んだピーター・サイツが仲裁人としてこの問題に当たった。そしてサイツはハンターと球団が交わした契約の第7条a項の「球団が選手に支払いを怠る場合は、選手は契約を解除できる」とする条項に当てはまるのは明白である、としてハンターが主張する契約解除は正当なものとして認めた。その結果ハンターはどの球団とも契約が結べる自由契約となり、ヤンキースとの交渉を経てヤンキースへ移った。その時は誰もこのことがフリーエージェント第一号であることに気付いていなかった。

#### メッサースミス
ナショナルリーグを久しぶりにリーグ優勝したドジャースではシーズン最多勝を獲得したエースのアンディ・メッサースミスとの契約更改に入った。1968年にエンゼルスからメジャーデビューして、1970年に20勝を上げて2年後にドジャースに移籍して14勝し、翌1974年には再び20勝して最多勝・ゴールドグラブ賞・ベストナインにも選ばれて、まさに絶頂期であった。シーズンが終わって契約更改の席で彼は強気に出た。年俸20万ドルの3年契約を主張した。球団は渋々認めてこれで決着になるはずであった。ところが署名する段になって突然「トレードしない」という条項を入れるようにメッサースミスは要求した。しかし球団側は前例がないとして拒否した。これで交渉がこじれ、オーナーのウォルター・オマリーも怒り翌1975年の開幕を迎えても交渉は進まなかった。そして1975年のシーズン開始とともにメッサースミスは元のドジャースのユニフォームを着たまま登板した。球団とは契約更改できなくても前年と同じ条件で1年間雇用を継続出来る規則があったためで、決して珍しいことではなく、この年も契約更改しないまま1975年のシーズンに参加した選手が6人いた。そしてシーズン終了までに大抵は契約更改を終わっているはずであった。しかし・・・・・。

### 記録
- 4月8日、ハンク・アーロンがベーブ・ルースの通算本塁打記録714本を破る歴代最高の715本を記録した。
- 9月24日、アル・ケーラインが史上12人目となる3000安打を達成。

## 最終成績

### レギュラーシーズン
| 順     | チーム                         | 勝利   | 敗戦   | 勝率   | G差    |
| 東地区 | 東地区                         | 東地区 | 東地区 | 東地区 | 東地区 |
| ------ | ------------------------------ | ------ | ------ | ------ | ------ |
| 1      | ボルチモア・オリオールズ       | 91     | 71     | .562   | –      |
| 2      | ニューヨーク・ヤンキース       | 89     | 73     | .549   | 2.0    |
| 3      | ボストン・レッドソックス       | 84     | 78     | .519   | 7.0    |
| 4      | クリーブランド・インディアンス | 77     | 85     | .475   | 14.0   |
| 5      | ミルウォーキー・ブルワーズ     | 76     | 86     | .469   | 15.0   |
| 6      | デトロイト・タイガース         | 72     | 90     | .444   | 19.0   |
| 西地区 |                                |        |        |        |        |
| 1      | オークランド・アスレチックス   | 90     | 72     | .556   | –      |
| 2      | テキサス・レンジャーズ         | 84     | 76     | .525   | 5.0    |
| 3      | ミネソタ・ツインズ             | 82     | 80     | .506   | 8.0    |
| 4      | シカゴ・ホワイトソックス       | 80     | 80     | .500   | 9.0    |
| 5      | カンザスシティ・ロイヤルズ     | 77     | 85     | .475   | 13.0   |
| 6      | カリフォルニア・エンゼルス     | 68     | 94     | .420   | 22.0   |

| 順     | チーム                         | 勝利   | 敗戦   | 勝率   | G差    |
| 東地区 | 東地区                         | 東地区 | 東地区 | 東地区 | 東地区 |
| ------ | ------------------------------ | ------ | ------ | ------ | ------ |
| 1      | ピッツバーグ・パイレーツ       | 88     | 74     | .543   | –      |
| 2      | セントルイス・カージナルス     | 86     | 75     | .534   | 1.5    |
| 3      | フィラデルフィア・フィリーズ   | 80     | 82     | .494   | 8.0    |
| 4      | モントリオール・エクスポズ     | 79     | 82     | .491   | 8.5    |
| 5      | ニューヨーク・メッツ           | 71     | 91     | .438   | 17.0   |
| 6      | シカゴ・カブス                 | 66     | 96     | .407   | 22.0   |
| 西地区 |                                |        |        |        |        |
| 1      | ロサンゼルス・ドジャース       | 102    | 60     | .630   | –      |
| 2      | シンシナティ・レッズ           | 98     | 64     | .605   | 4.0    |
| 3      | アトランタ・ブレーブス         | 88     | 74     | .543   | 14.0   |
| 4      | ヒューストン・アストロズ       | 81     | 81     | .500   | 21.0   |
| 5      | サンフランシスコ・ジャイアンツ | 72     | 90     | .444   | 30.0   |
| 6      | サンディエゴ・パドレス         | 60     | 102    | .370   | 42.0   |

### オールスターゲーム
- アメリカンリーグ 2 - 7 ナショナルリーグ

MVP：スティーブ・ガービー (LAD)

### ポストシーズン
|  | リーグチャンピオンシップシリーズ | リーグチャンピオンシップシリーズ |   |  | ワールドシリーズ | ワールドシリーズ |
|  |                                  |                                  |   |  |                  |                  |
|  | アメリカンリーグ                 |                                  |   |  |                  |                  |
|  | ボルチモア・オリオールズ         | 1                                |   |  |                  |                  |
|  | オークランド・アスレチックス     | 3                                |   |  |                  |                  |
|  |                                  |                                  |   |  |                  |                  |
|  | オークランド・アスレチックス     | 4                                |   |  |                  |                  |
|  |                                  | ロサンゼルス・ドジャース         | 1 |  |                  |                  |
|  | ナショナルリーグ                 |                                  |   |  |                  |                  |
|  | ピッツバーグ・パイレーツ         | 1                                |   |  |                  |                  |
|  | ロサンゼルス・ドジャース         | 3                                |   |  |                  |                  |

#### リーグチャンピオンシップシリーズ
| 10/5 – | オリオールズ   | 6 | - | 3 |  | アスレチックス |
| 10/6 – | オリオールズ   | 0 | - | 5 |  | アスレチックス |
| 10/8 – | アスレチックス | 1 | - | 0 |  | オリオールズ   |
| 10/9 – | アスレチックス | 2 | - | 1 |  | オリオールズ   |

| 10/5 – | ドジャース | 3 | - | 0  |  | パイレーツ |
| 10/6 – | ドジャース | 5 | - | 2  |  | パイレーツ |
| 10/8 – | パイレーツ | 7 | - | 0  |  | ドジャース |
| 10/9 – | パイレーツ | 1 | - | 12 |  | ドジャース |

#### ワールドシリーズ
- ドジャース 1 - 4 アスレチックス

| 10/13 – | アスレチックス | 3 | - | 2 |  | ドジャース     |
| 10/15 – | アスレチックス | 2 | - | 3 |  | ドジャース     |
| 10/15 – | ドジャース     | 2 | - | 3 |  | アスレチックス |
| 10/16 – | ドジャース     | 2 | - | 5 |  | アスレチックス |
| 10/17 – | ドジャース     | 2 | - | 3 |  | アスレチックス |

MVP：ローリー・フィンガーズ (OAK)

## 個人タイトル

### アメリカンリーグ
| 項目   | 選手                           | 記録 |
| ------ | ------------------------------ | ---- |
| 打率   | ロッド・カルー (MIN)           | .364 |
| 本塁打 | ディック・アレン (CWS)         | 32   |
| 打点   | ジェフ・バロウズ (TEX)         | 118  |
| 得点   | カール・ヤストレムスキー (BOS) | 93   |
| 安打   | ロッド・カルー (MIN)           | 218  |
| 盗塁   | ビリー・ノース (OAK)           | 54   |

| 項目   | 選手                               | 記録 |
| ------ | ---------------------------------- | ---- |
| 勝利   | キャットフィッシュ・ハンター (OAK) | 25   |
| 勝利   | ファーガソン・ジェンキンス (TEX)   | 25   |
| 敗戦   | ミッキー・ロリッチ (DET)           | 21   |
| 防御率 | キャットフィッシュ・ハンター (OAK) | 2.49 |
| 奪三振 | ノーラン・ライアン (CAL)           | 367  |
| 投球回 | ノーラン・ライアン (CAL)           | 332⅔ |
| セーブ | テリー・フォースター (CWS)         | 24   |

### ナショナルリーグ
| 項目   | 選手                     | 記録 |
| ------ | ------------------------ | ---- |
| 打率   | ラルフ・ガー (ATL)       | .353 |
| 本塁打 | マイク・シュミット (PHI) | 36   |
| 打点   | ジョニー・ベンチ (CIN)   | 129  |
| 得点   | ピート・ローズ (CIN)     | 110  |
| 安打   | ラルフ・ガー (ATL)       | 214  |
| 盗塁   | ルー・ブロック (STL)     | 118  |

| 項目   | 選手                           | 記録 |
| ------ | ------------------------------ | ---- |
| 勝利   | アンディ・メッサースミス (LAD) | 20   |
| 勝利   | フィル・ニークロ (ATL)         | 20   |
| 敗戦   | ビル・ボンハム (CHC)           | 22   |
| 敗戦   | ランディ・ジョーンズ (SD)      | 22   |
| 敗戦   | スティーブ・ロジャース (MON)   | 22   |
| 防御率 | バズ・キャプラ (ATL)           | 2.28 |
| 奪三振 | スティーブ・カールトン (PHI)   | 240  |
| 投球回 | フィル・ニークロ (ATL)         | 302⅓ |
| セーブ | マイク・マーシャル (LAD)       | 21   |

## 表彰

### 全米野球記者協会（BBWAA）表彰
| 表彰         | アメリカンリーグ                   | ナショナルリーグ           |
| ------------ | ---------------------------------- | -------------------------- |
| MVP          | ジェフ・バロウズ (TEX)             | スティーブ・ガービー (LAD) |
| サイヤング賞 | キャットフィッシュ・ハンター (OAK) | マイク・マーシャル (LAD)   |
| 最優秀新人賞 | マイク・ハーグローヴ (TEX)         | ベイク・マクブライド (STL) |

### ゴールドグラブ賞
| 守備位置 | アメリカンリーグ             | ナショナルリーグ               |
| -------- | ---------------------------- | ------------------------------ |
| 投手     | ジム・カート (CWS)           | アンディ・メッサースミス (LAD) |
| 捕手     | サーマン・マンソン (NYY)     | ジョニー・ベンチ (CIN)         |
| 一塁手   | ジョージ・スコット (MIL)     | スティーブ・ガービー (LAD)     |
| 二塁手   | ボビー・グリッチ (BAL)       | ジョー・モーガン (CIN)         |
| 三塁手   | ブルックス・ロビンソン (BAL) | ダグ・レイダー (HOU)           |
| 遊撃手   | マーク・ベランジャー (BAL)   | デーブ・コンセプシオン (CIN)   |
| 外野手   | ジョー・ルディ (OAK)         | シーザー・セデーニョ (HOU)     |
| 外野手   | ポール・ブレアー (BAL)       | ボビー・ボンズ (SF)            |
| 外野手   | エイモス・オーティス (KC)    | シーザー・ジェロニモ (CIN)     |

### その他表彰
| 表彰                   | アメリカンリーグ                 | ナショナルリーグ             |
| ---------------------- | -------------------------------- | ---------------------------- |
| カムバック賞           | ファーガソン・ジェンキンス (TEX) | ジミー・ウィン (LAD)         |
| 最優秀救援投手賞       | テリー・フォースター (CWS)       | マイク・マーシャル (LAD)     |
| 最優秀指名打者賞       | トミー・デービス (BAL)           | -                            |
| ロベルト・クレメンテ賞 | -                                | ウィリー・スタージェル (PIT) |
| ハッチ賞               | ダニー・トンプソン(野球) (MIN)   | -                            |
| ルー・ゲーリッグ賞     | -                                | ウィリー・スタージェル (PIT) |
| ベーブ・ルース賞       | ディック・グリーン (OAK)         | -                            |

### アメリカ野球殿堂入り表彰者
BBWAA投票
- ホワイティ・フォード
- ミッキー・マントル (有資格初年度)

ベテランズ委員会選出
- ジム・ボトムリー
- ジョッコ・コンラン (審判員)
- サム・トンプソン

ニグロリーグ委員会選出
- クール・パパ・ベル